# Erik Fish
Erik J. Fish, född 19 maj 1952 i Medicine Hat i Alberta, är en kanadensisk före detta simmare.
Fish blev olympisk bronsmedaljör på 4 x 100 meter medley vid sommarspelen 1972 i München.